# Bertrana laselva
Bertrana laselva là một loài nhện trong họ Araneidae.
Loài này thuộc chi Bertrana. Bertrana laselva được Herbert Walter Levi miêu tả năm 1989.